# Alan Wenkus
Alan Wenkus é um roteirista estadunidense. Conquistou maior repercussão com a obra Straight Outta Compton, um filme biográfico dirigido por F. Gary Gray o qual tematiza a história do grupo musical N.W.A.. Esta o rendeu indicação ao Writers Guild of America Award e ao Oscar de melhor roteiro original em 2016.